# 九龍巴士265S線
九龍巴士265S線是香港新界一條由天水圍市中心開往香港教育大學，以及由大埔工業邨開往天水圍市中心的巴士路線，取道元朗公路、新田公路、粉嶺公路及吐露港公路往來，只於星期一至六上午繁忙時間提供服務。
九龍巴士65X線是一條香港巴士路線，由天水圍（天恩邨）單向開往香港科學園，途經天水圍北、天水圍東、太和邨、大埔墟及白石角，取道元朗公路、新田公路、粉嶺公路及吐露港公路，只於星期一至五上午繁忙時間提供服務。

## 歷史
- 2004年8月31日：265S線投入服務。[1]
- 2014年6月16日：往大埔工業邨方向改經大發街，不經大福街及大鴻街。[2]
- 2015年6月27日：增設到站時間預報。[3]
- 2017年7月1日：為配合九巴專營權延續，新增由廣福邨往大埔工業邨的分段收費，並推行學生長途路線即日回程半價折扣優惠計劃。
- 2021年8月30日：星期一至五新增07:25往大埔工業邨經元朗之班次。[4]
- 2022年1月10日，65X線開辦。[5]
- 2023年9月25日：265S線往天水圍方向增停天葵路「慧景軒」站[6]。
- 2024年9月30日：265S線往大埔方向的終點站延長至香港教育大學，並新增大貴街「大埔大貴街」及汀角路「大埔東消防局」站[7]。
- 2024年12月16日：265S線往香港教育大學方向增停汀角路「魚角」及大發街「大埔大發街」站。

## 服務時間及班次
265S
- 星期一至六：
  - 天水圍市中心開：06:40、07:15、07:25 
  - 大埔工業邨開：06:45

藍字班次只限星期一至五服務，加經元朗
星期日及公眾假期不設服務
65X
- 天水圍（天恩邨）開
  - 星期一至五：07:00

星期六、日及公眾假期不設服務

## 收費
| 路線 | 全程收費 | 分段收費                     |
| ---- | -------- | ---------------------------- |
| 265S | $16.5    | - 廣福邨往香港教育大學：$5.2 |
| 65X  | $16.5    | - 太和站往香港科學園：$8.7   |

| - 本線設有12歲以下小童及65歲或以上長者半價優惠。 - 65歲或以上香港居民使用「樂悠咭」，以及12歲以下合資格殘疾兒童使用「殘疾人士身份」個人八達通繳付車資，均可享有每程$2.0或半價（以較低者為準）的票價優惠；12至64歲合資格殘疾人士使用「殘疾人士身份」個人八達通（包括「樂悠咭」），以及60至64歲香港居民使用「樂悠咭」繳付車資，均可享有每程$2.0或全費（以較低者為準）的票價優惠。 - 65歲或以上長者如使用長者或一般個人八達通繳付車資，則只可享有半價優惠；12至64歲合資格殘疾人士如不使用「殘疾人士身份」個人八達通，以及60至64歲人士如不使用「樂悠咭」繳付車資，必須繳付全費。 - 乘客可以現金或八達通於上車時付款，不設找續。 - 每位成人乘客可免費攜帶最多兩名4歲以下而不佔座位的兒童乘客乘車，超額之4歲以下小童必須繳付小童車費乘車。 - 持有「九巴月票」之乘客在車票有效期內，每日可享最多10程任何九龍巴士及龍運巴士路線（包括本路線，以及聯營路線的九龍巴士／龍運巴士提供的班次；惟乘搭機場「A」及「NA」線則可享原價二七折優惠（不會計算每天10次合資格車程））；而B1線則每日可享最多各2程（不會計算每天10次合資格車程）。 - 九龍巴士、城巴、龍運巴士及陽光巴士全職員工及家屬（不包括外判職員）可免費乘搭本路線，惟必須拍職員或職員家屬八達通。 - 乘客亦可透過多元化電子支付系統（e度嘟）繳付車資，包括使用非接觸式VISA卡、JCB卡、萬事達卡、銀聯卡、美國運通、大來國際、Discover Card、Apple Pay、Google Pay、Samsung Pay、AlipayHK「易乘碼」、支付寶、WeChatHK／微信支付「搭車碼」、銀聯雲閃付「乘車碼」及BOC Pay「乘車碼」。乘客使用此付款方式，使用此支付方式的乘客可享有中途下車之分段收費，以及與其他九巴／龍運獨營路線或聯營線九巴／龍運班次之轉乘優惠，惟不適用於與非九巴／龍運路線之轉乘優惠，亦不能享有「公共交通費用補貼計劃」及「長者及合資格殘疾人士公共交通票價優惠計劃」。 |

### 八達通轉乘優惠

#### 龍運機場巴士及九巴轉乘計劃
- 265S線轉乘九龍巴士W3線可減12.7元

### 學生長途路線即日回程半價折扣優惠計劃
265S線設有學生長途路線即日回程半價折扣優惠計劃，12至25歲持有學生個人八達通卡的全日制學生憑該張八達通於同一天內乘搭此線往大埔方向及265B線往天水圍方向，或乘搭此線往天水圍方向及265B線往九龍方向，第二程可享有半價折扣優惠，惟兩程之間不可使用該張八達通進行超過九次金錢交易。有關優惠可與巴士本身的八達通轉乘優惠共用，系統會先計算本身的轉乘折扣優惠，再計算回程半價優惠。

## 用車
本線由265B及276A抽調車輛行走。

## 行車路線
265S
天水圍市中心開經：天恩路、天榮路、天城路、天龍路、天葵路、濕地公園路、天瑞路、天湖路、天耀路、天福路、朗天路、唐人新村交匯處、元朗公路、新田公路、粉嶺公路、吐露港公路、大埔公路—元洲仔段、廣福道、寶鄉街、大埔太和路、汀角路、大發街、大昌街、大埔工業邨巴士總站、大貴街、汀角路、露輝路及露屏路。
07:25開出的班次依原有路線至朗天路後，改經水邊圍交匯處、宏達路、屏會街、元朗安寧路、媽廟路、青山公路-元朗段、朗日路、形點交通交匯處、朗日路、青山公路－元朗段及博愛交匯處後，然後返回元朗公路原有路線。
大埔工業邨開經：大貴街、大昌街、大發街、汀角路、大埔太和路、寶鄉街、廣福道、大埔公路—元洲仔段、吐露港公路、粉嶺公路、新田公路、元朗公路、唐人新村交匯處、朗天路、天福路、天耀路、天湖路、天瑞路、濕地公園路、天葵路、天龍路、天城路、天恩路及嘉恩街。
65X
經：天瑞路、濕地公園路、天華路、天葵路、天龍路、天城路、天福路、朗天路、唐人新村交匯處、元朗公路、青朗公路、新田公路、粉嶺公路、吐露港公路、大埔太和路、寶雅路、太和巴士總站、寶雅路、汀角路、大埔太和路、寶鄉橋、寶鄉街、廣福道、大埔公路–元洲仔段、吐露港公路、創新路、科學園路及科技大道西。

### 沿線車站
265S
| 天水圍市中心開 | 天水圍市中心開       | 天水圍市中心開             | 大埔工業邨開 | 大埔工業邨開           | 大埔工業邨開               |
| 序號           | 車站名稱             | 位置                       | 序號         | 車站名稱               | 位置                       |
| -------------- | -------------------- | -------------------------- | ------------ | ---------------------- | -------------------------- |
| 1              | 天水圍市中心巴士總站 | 天水圍市中心公共運輸交匯處 | 1            | 大埔工業邨巴士總站     | 大埔工業邨巴士總站         |
| 2              | 景湖居               | 天龍路                     | 2            | 大昌街                 | 大昌街                     |
| 3              | 麗湖居               | 天葵路                     | 3            | 救恩書院               | 汀角路                     |
| 4              | 天晴邨晴雲樓         | 天葵路                     | 4            | 怡雅苑                 | 汀角路                     |
| 5              | 慧景軒               | 天葵路                     | 5            | 大元邨                 | 汀角路                     |
| 6              | 香港濕地公園         | 濕地公園路                 | 6            | 沐恩中學               | 汀角路                     |
| 7              | 天逸邨逸潭樓         | 天瑞路                     | 7            | 安慈路                 | 汀角路                     |
| 8              | 天富苑欣富閣         | 天瑞路                     | 8            | 大埔舊墟公園           | 大埔太和路                 |
| 9              | 天頌苑               | 天瑞路                     | 9            | 寶鄉街                 | 寶鄉街                     |
| 10             | 天瑞邨               | 天瑞路                     | 10           | 運頭角里               | 廣福道                     |
| 11             | 天水圍公園           | 天瑞路                     | 11           | 廣福邨                 | 大埔公路－元洲仔段         |
| 12             | 天耀邨耀盛樓         | 天湖路                     | 12           | 聚星樓                 | 天福路                     |
| 13             | 天耀邨耀民樓         | 天耀路                     | 13           | 天盛苑                 | 天耀路                     |
| 14             | 天祐苑               | 天福路                     | 14           | 賞湖居                 | 天湖路                     |
| *              | 鳳池村               | 宏達路                     | 15           | 天水圍公園             | 天瑞路                     |
| *              | 香港家庭計劃指導會   | 安寧路                     | 16           | 天瑞邨                 | 天瑞路                     |
| *              | 元朗廣場（N1）       | 青山公路－元朗段           | 17           | 天華邨                 | 天瑞路                     |
| *              | 同樂街（N8）         | 青山公路－元朗段           | 18           | 天恩邨                 | 天瑞路                     |
| *              | 谷亭街（N14）        | 青山公路－元朗段           | 19           | 天澤邨                 | 天瑞路                     |
| *              | 形點 II              | 朗日路                     | 20           | 香港濕地公園           | 濕地公園路                 |
| *              | 形點 I               | 形點交通交匯處             | 21           | 慧景軒                 | 天葵路                     |
| 15             | 廣福邨               | 大埔公路－元洲仔段         | 22           | 香港青年協會李兆基書院 | 天葵路                     |
| 16             | 王肇枝中學           | 廣福道                     | 23           | 美湖居                 | 天葵路                     |
| 17             | 廣福道               | 廣福道                     | 24           | 天水圍市中心巴士總站   | 天水圍市中心公共運輸交匯處 |
| 18             | 寶鄉橋               | 寶鄉街                     |              |                        |                            |
| 19             | 平安里               | 汀角路                     |              |                        |                            |
| 20             | 榮暉花園             | 汀角路                     |              |                        |                            |
| 21             | 太平工業中心         | 汀角路                     |              |                        |                            |
| 22             | 富亨邨               | 汀角路                     |              |                        |                            |
| 23             | 怡雅苑               | 汀角路                     |              |                        |                            |
| 24             | 大昌街               | 大昌街                     |              |                        |                            |
| 25             | 大埔工業邨巴士總站   | 大埔工業邨巴士總站         |              |                        |                            |
| 26             | 大貴街               | 大貴街                     |              |                        |                            |
| 27             | 大埔東消防局         | 汀角路                     |              |                        |                            |
| 28             | 香港教育大學巴士總站 | 露屏路公共運輸交匯處       |              |                        |                            |

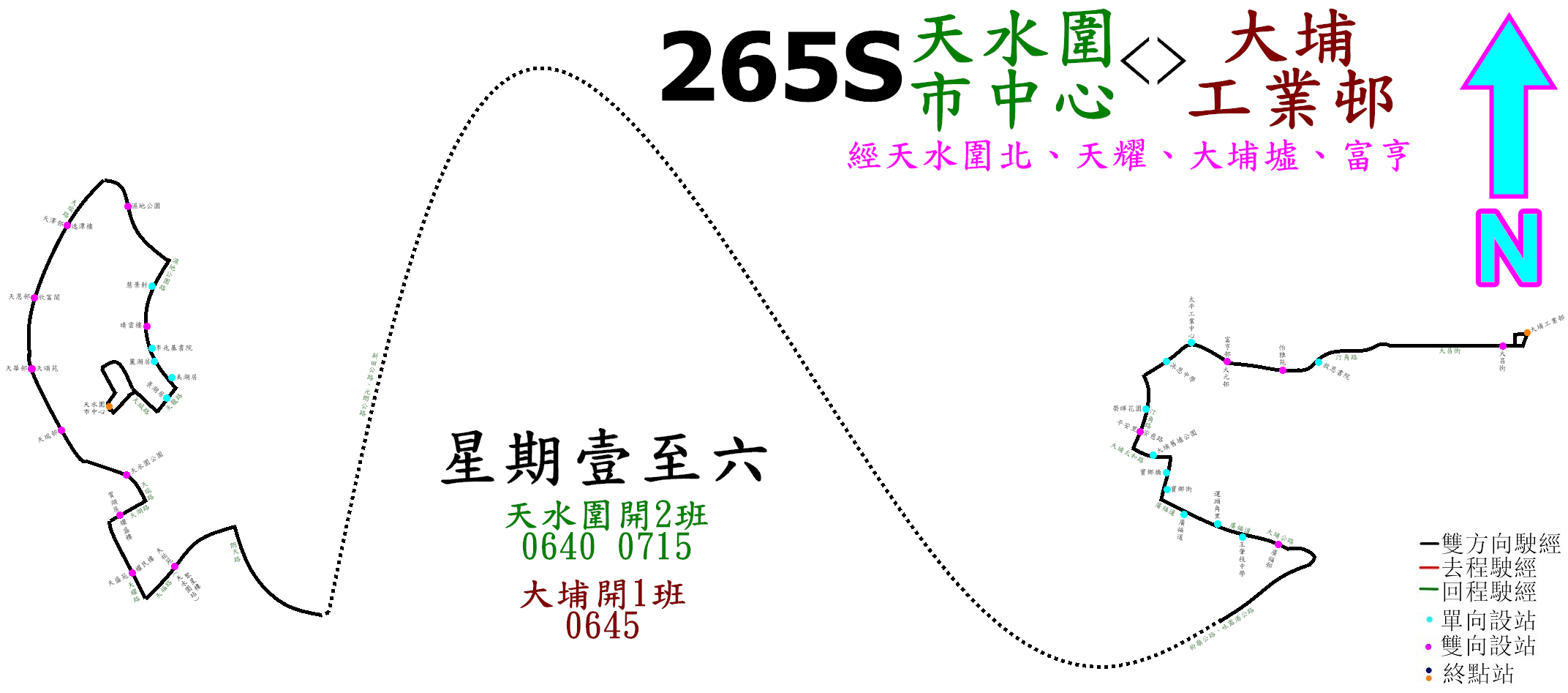
265S線的走線圖

註：有*號之分站只限星期一至五07:25開出的班次使用

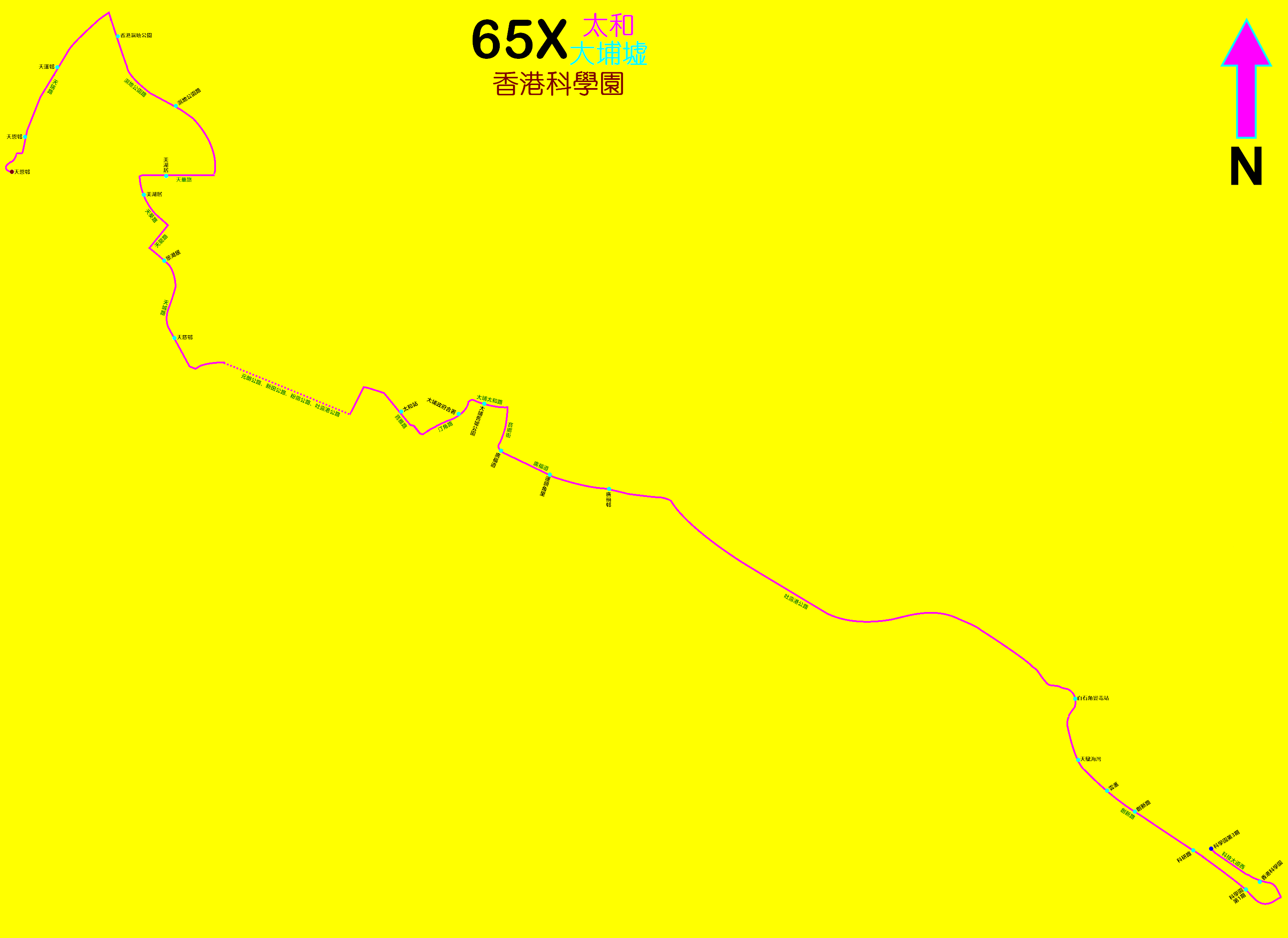
65X線的走線圖

65X
| 天水圍（天恩邨）開                                             | 天水圍（天恩邨）開 | 天水圍（天恩邨）開   |
| 序號                                                           | 車站名稱           | 位置                 |
| -------------------------------------------------------------- | ------------------ | -------------------- |
| 1                                                              | 天恩邨巴士總站     | 天恩邨公共運輸交匯處 |
| 2                                                              | 天恩邨             | 天瑞路               |
| 3                                                              | 天澤邨             | 天瑞路               |
| 4                                                              | 香港濕地公園       | 濕地公園路           |
| 5                                                              | 濕地公園路         | 濕地公園路           |
| 6                                                              | 美湖居             | 天華路               |
| 7                                                              | 美湖居             | 天葵路               |
| 8                                                              | 景湖居             | 天城路               |
| 9                                                              | 天慈邨             | 天城路               |
| 博愛交匯處、元朗公路、青朗公路、新田公路、粉嶺公路、吐露港公路 |                    |                      |
| 10                                                             | 太和站             | 太和巴士總站         |
| 11                                                             | 大埔政府合署       | 汀角路               |
| 12                                                             | 大埔舊墟公園       | 大埔太和路           |
| 寶鄉橋                                                         |                    |                      |
| 13                                                             | 廣福道             | 廣福道               |
| 14                                                             | 運頭角里           | 廣福道               |
| 15                                                             | 廣福邨             | 大埔公路－元洲仔段   |
| 吐露港公路                                                     |                    |                      |
| 16                                                             | 白石角變電站       | 創新路               |
| 17                                                             | 天賦海灣           | 創新路               |
| 18                                                             | 雲滙               | 創新路               |
| 19                                                             | 創新路             | 創新路               |
| 20                                                             | 科研路             | 創新路               |
| 21                                                             | 科學園（第一期）   | 創新路               |
| 22                                                             | 香港科學園         | 科技大道西           |
| 23                                                             | 香港科學園第三期   | 科技大道西           |

## 特點
- 265S線只於平日早上提供服務，方便天水圍居民往大埔上班，也方便往天水圍上學的大埔區學生。本路線是由276A及78K抽調巴士行走，根據政府憲報路線表令，本線屬於265B的特別車，但服務範圍及對象卻與265B線毫無關係。
- 由於高速公路網絡關係，265S線需取道元朗公路、新田公路、粉嶺公路及吐露港公路來往，並於元州仔交匯處進入大埔墟，成為繼未改經大欖隧道的269C線及869線後第三條途經北區但於該區不設任何分站的專利非過海巴士路線。

## 外部連結
1. ↑  《巴士路線發展綱要(2)──荃灣．屯門．元朗》，ISBN 9628414720003，BSI（香港），186頁
2. ↑  立法會參考資料摘要：《公共巴士服務條例》(第230章) 公共專營巴士公司路線表令 （页面存档备份，存于），2015年10月
3. ↑  九龍巴士（一九三三）有限公司，146條路線增設巴士到站時間預報服務 覆蓋逾半九巴及龍運路線 （页面存档备份，存于）［新聞稿］，2015年6月26日。
4. ↑  .   [2021-08-25]. （原始内容存档于2021-08-25）. （页面存档备份，存于）
5. ↑   (PDF).   [2022-01-11]. （原始内容 (PDF)存档于2022-04-08）. （页面存档备份，存于）
6. ↑   (PDF).   [2023-09-20]. （原始内容存档 (PDF)于2023-09-20）. （页面存档备份，存于）
7. ↑   (PDF).   [2024-09-24]. （原始内容存档 (PDF)于2024-09-24）. （页面存档备份，存于）

- 九巴265S線官方網站路線資料 （页面存档备份，存于）